# Zalęszczycowate
Zalęszczycowate (Oedemeridae) – rodzina chrząszczy z podrzędu wielożernych, infrarzędu Cucujiformia i nadrodziny czarnuchów. Liczy ponad 1500 opisanych gatunków. Owady dorosłe są pyłkożerne. Larwy większości gatunków są saproksylofagiczne, często związane z drewnem zawilgoconym i mocno przegrzybiałym. W jednym z plemion larwy przystosowały się do żerowania w uschniętych roślinach zielnych (saproherbifagi). Wielu gatunkom zagraża utrata siedlisk, zwłaszcza wskutek prowadzenia gospodarki leśnej. W zapisie kopalnym rodzina znana jest od albu w kredzie.

## Morfologia

### Owad dorosły

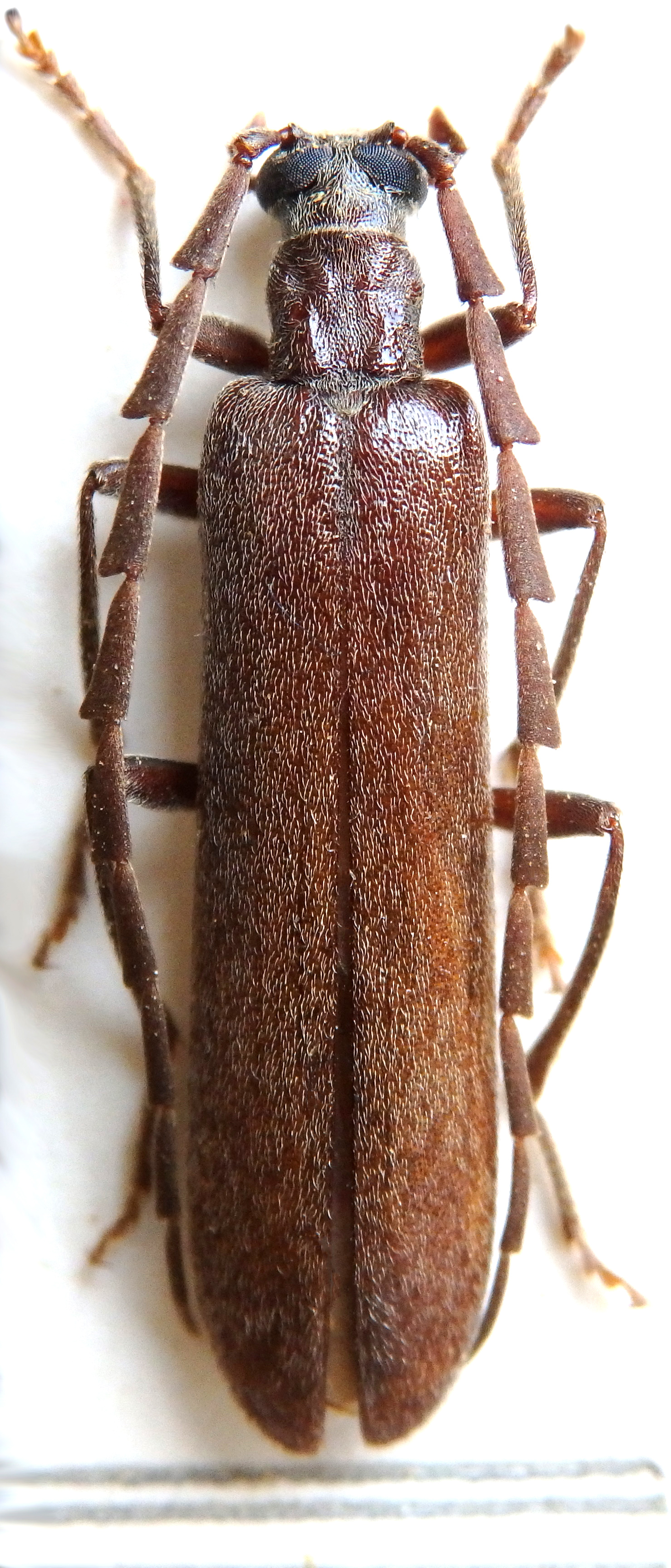
Pniakowiec piłkorożny (Calopus serraticornis)

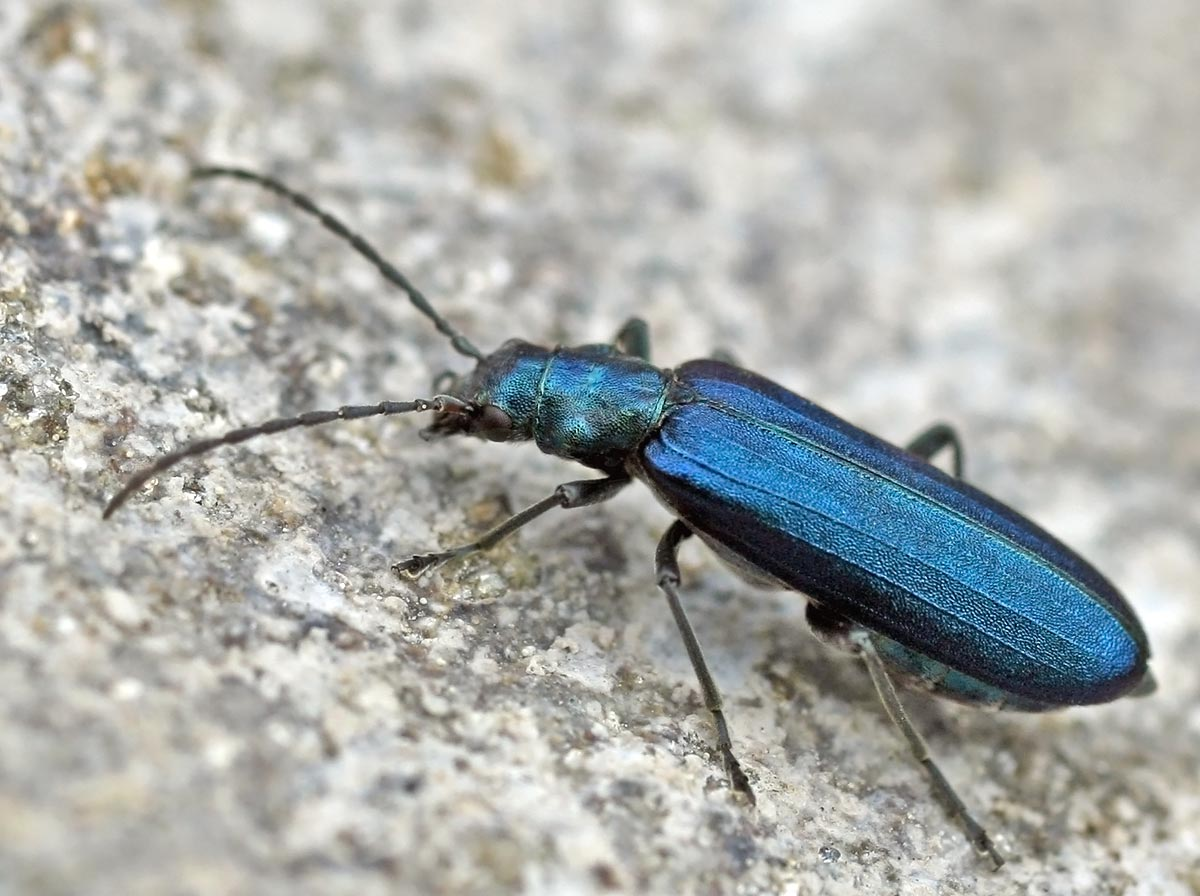
Ischnomera cyanea

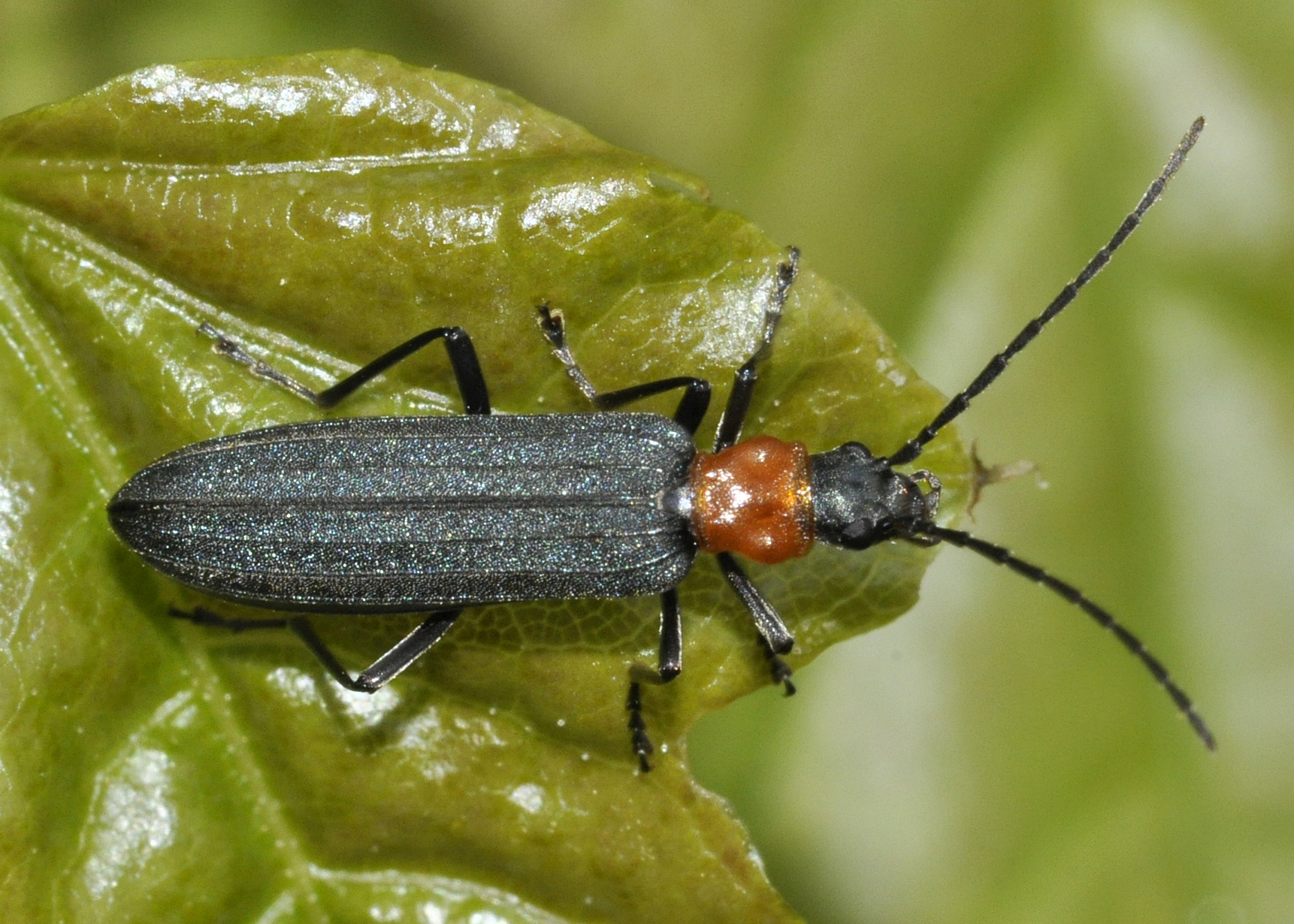
Ischnomera sanguinicollis

Chrząszcze o ciele długości od 5 do 23 mm, ubarwionym metalicznie, matowo lub w połączeniu tych dwóch opcji; niekiedy w ubarwieniu zaznacza się dymorfizm płciowy. Najczęściej spotyka się barwy: zieloną, niebieską, czarną, szarą, brązową, żółtobrązową, pomarańczową i czerwoną. U wielu gatunków ubarwienie ma charakter ostrzegawczy. Ogólnym wyglądem zalęszczycowate przypominać mogą omomiłkowate, oleicowate czy kózkowate.
Głowa jest hipognatyczna, może być od krótkiej i szerokiej po wyciągniętą w ryjek, przy czym najczęściej jest ona lekko wydłużona. Oczy złożone są duże, wysklepione, zwykle owalne do nerkowatych, ale u Calopodinae silnie wykrojone (w wykrojeniu tym osadzone są czułki). Głowa za oczami ulega zwężeniu i nie jest wciągnięta w przedtułów. Czułki u Calopodinae buduje 11 członów, u Nacerdini 12 członów, a u pozostałych grup obserwuje się stan pośredni tj. człon ostatni jest podzielony wcięciem lub przewężeniem. Czułki zwykle są nitkowate, rzadziej piłkowane; zawsze dłuższe niż głowa i przedplecze razem wzięte. Warga górna odsłania boki i wierzchołki żuwaczek; te z kolei są łukowato wygięte z zaostrzonym lub dwuzębnym wierzchołkiem, z prosteką w części zamolarnej, a niekiedy także z zachowanym retynakulum na brzegu wewnętrznym. Głaszczki szczękowe budują cztery człony, z których każdy nosi na bocznej powierzchni bruzdę o funkcji zmysłowej.
Przedplecze jest sercowate, rzadziej niemal prostokątne w zarysie; pozbawione jest ostrych krawędzi bocznych i ma punktowany, a czasem też powgniatany dysk. Kształt tarczki może być trójkątny, półkolisty lub z nieco wciętym wierzchołkiem. Pokrywy są pomarszczone i wskutek tego zwykle bardziej matowe niż przedplecze, zazwyczaj dość gęsto i przylegająco owłosione. W prymitywniejszych grupach każda z pokryw ma po cztery podłużne żeberka. Mogą one ulegać jednak częściowej lub całkowitej redukcji, aż do stanu niewyraźnych i lekkich wypukłości. Przyszwowe i barkowe (pierwsze i trzecie) żeberko ulega takiej redukcji najczęściej. Tylne skrzydła są zwykle w pełni wykształcone, tylko u rodzajów Apterosessinia i Gilotia całkowicie zanikłe. Przedpiersie ma krótki wyrostek międzybiodrowy o szczycie ostrym lub wyokrąglonym. Panewki bioder przedniej pary otwarte są z tyłu. Odnóża u obu płci lub tylko u samców niektórych gatunków mają zgrubiałe uda. Ponadto samce mogą się wyróżniać sierpowatymi lub zaopatrzonymi w wyrostki biodrami tylnymi, czy też silnie wygiętymi i pogrubionymi goleniami. Stopy pierwszej i drugiej pary buduje pięć, zaś ostatniej pary cztery człony, z których jeden lub dwa przedostatnie ulegają sercowatemu rozszerzeniu.
Odwłok ma pięć widocznych z zewnątrz sternitów (wentrytów). U samic występuje co najwyżej słabo zesklerotyzowane pokładełko. Budowa aparatu kopulacyjnego samców różni się znacząco między podrodzinami i plemionami, a jej szczegóły przydatne są w oznaczaniu poszczególnych gatunków.

### Poczwarka

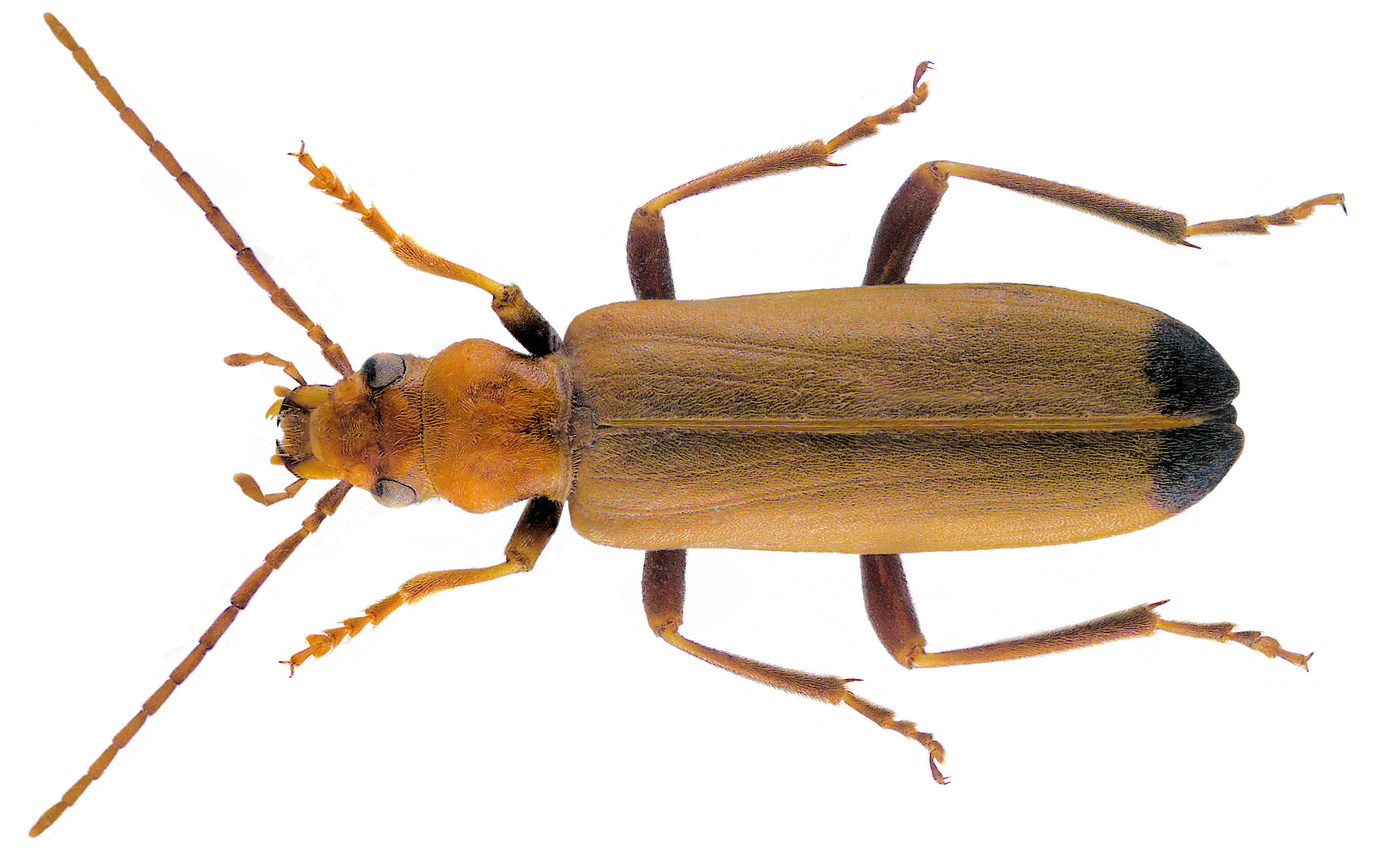
Nacerdes melanura

Poczwarki znane są tylko u kilku gatunków. Ich ciało jest wydłużone, biało ubarwione. Pokrywy są gładkie. Odwłok ma piłkowate rozszerzenia na bokach tergitów od drugiego do czwartego i zwieńczony bywa urogomfami.

### Larwa

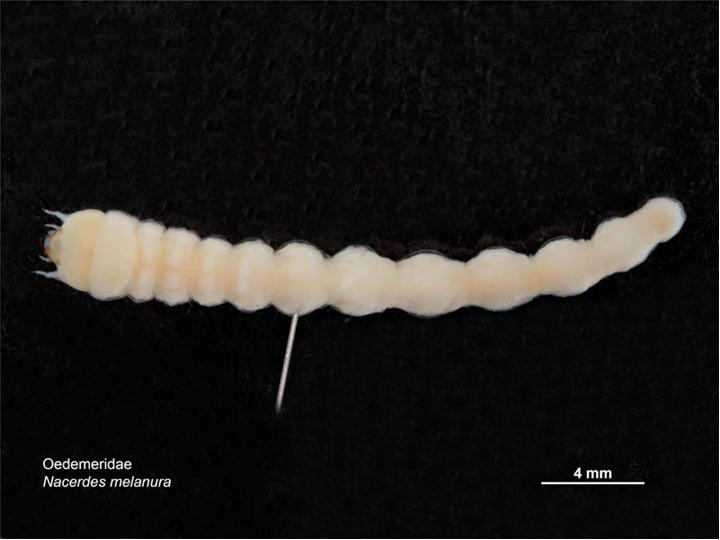
Larwa Nacerdes melanura

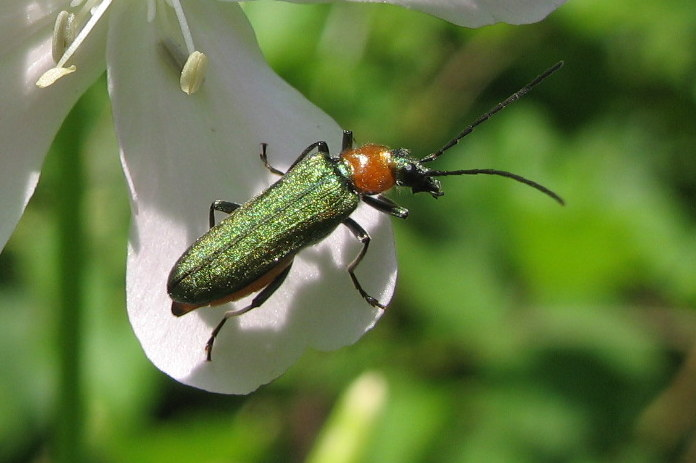
Anogcodes seladonius

Larwy również opisane zostały u nielicznych gatunków. Ciało mają wydłużone, koliste w przekroju, bardzo słabo zesklerotyzowane, dochodzące do 40 mm długości. Jest ono wyprostowane lub lekko wygięte.
Głowa nie wciąga się w przedtułów i ma nierozdzielony od czoła nadustek. Stosunkowo długie czułki budują cztery człony. Oczka larwalne mogą mieć postać wypukłych soczewek, plamek pigmentowych lub być całkiem nieobecne. Aparat gębowy ma duże, silnie zesklerotyzowane i uzębione żuwaczki, szerokie szczęki ze zrośniętymi ze sobą żuwkami zewnętrzną i wewnętrzną, dość długie i smukłe głaszczki szczękowe, walcowaty i porośnięty włoskami wyrostek na praehypopharynx (tylko u Calopus jest on zredukowany lub całkiem zanikły) oraz charakterystyczny skleryt między podgębiem i przedbródkiem.
Tułów zaopatrzony jest w stosunkowo długie, pięcioczłonowe odnóża. Ponadto na grzbiecie segmentów tułowiowych oraz na grzbiecie i brzusznej stronie segmentów odwłokowych występować mogą parzyste brodawki ruchowe wyposażone w chitynowe ząbki; te na spodzie odwłoka przypominać mogą posuwki. Brodawek brak zupełnie u larw rozwijających się w roślinach zielnych. Odwłok buduje w sumie 10 segmentów, ale ostatni widać tylko od spodu, wskutek czego od góry wydaje się być zbudowany z 9 segmentów. Urogomfy występują tylko u części gatunków.

## Biologia i ekologia

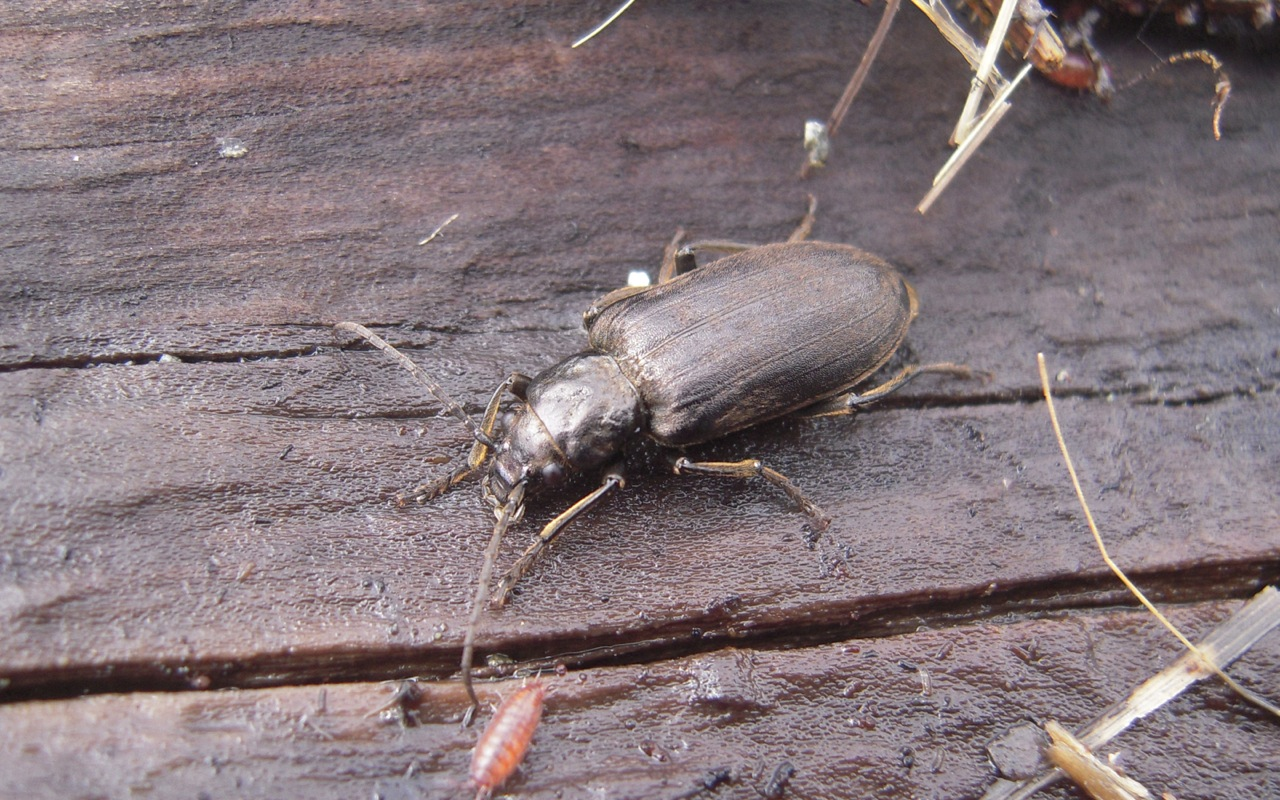
Ditylus gracilis na materiale lęgowym

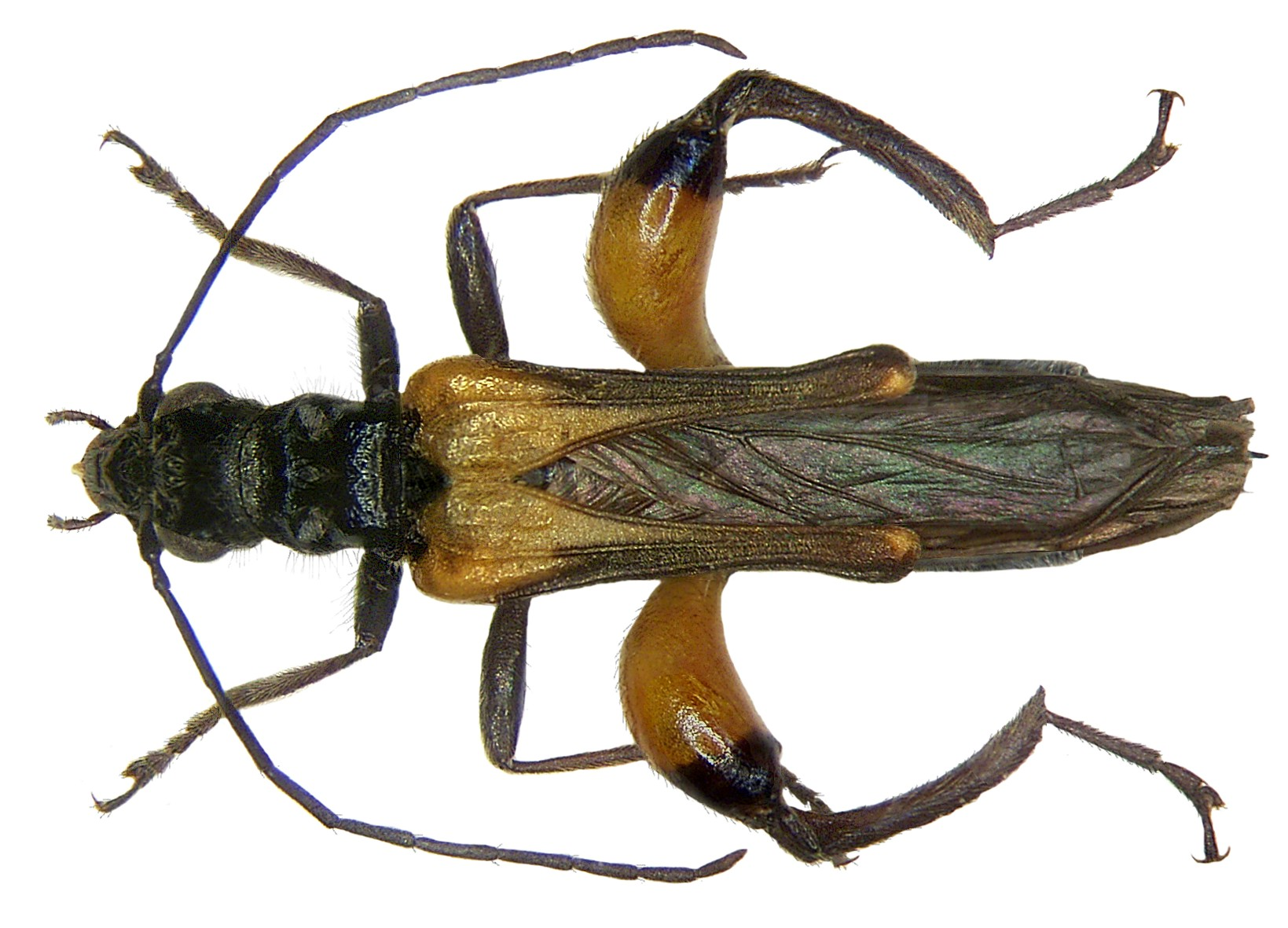
Oedemera brevipennis

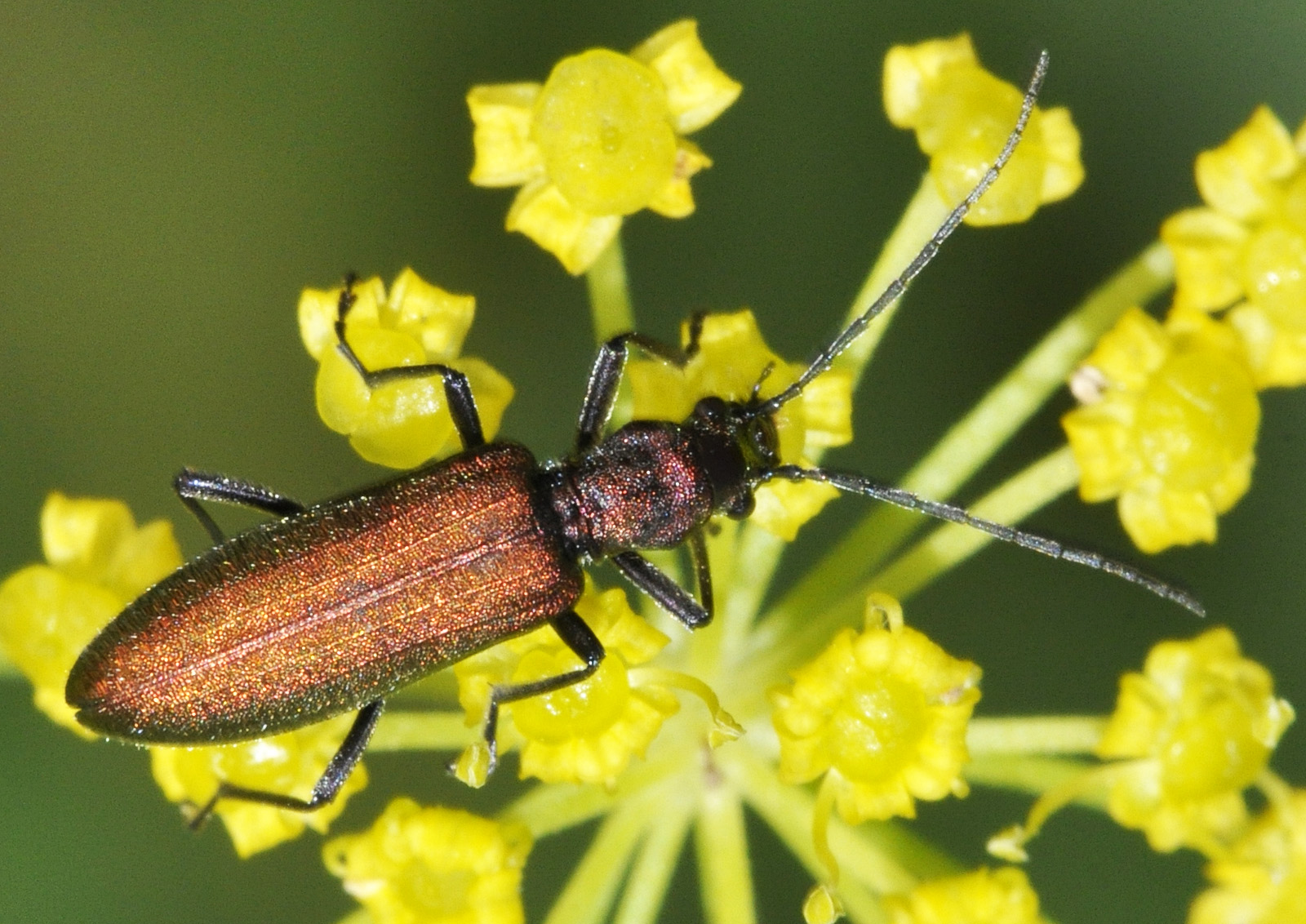
Przyzłotka zielona (Chrysanthia viridissima)

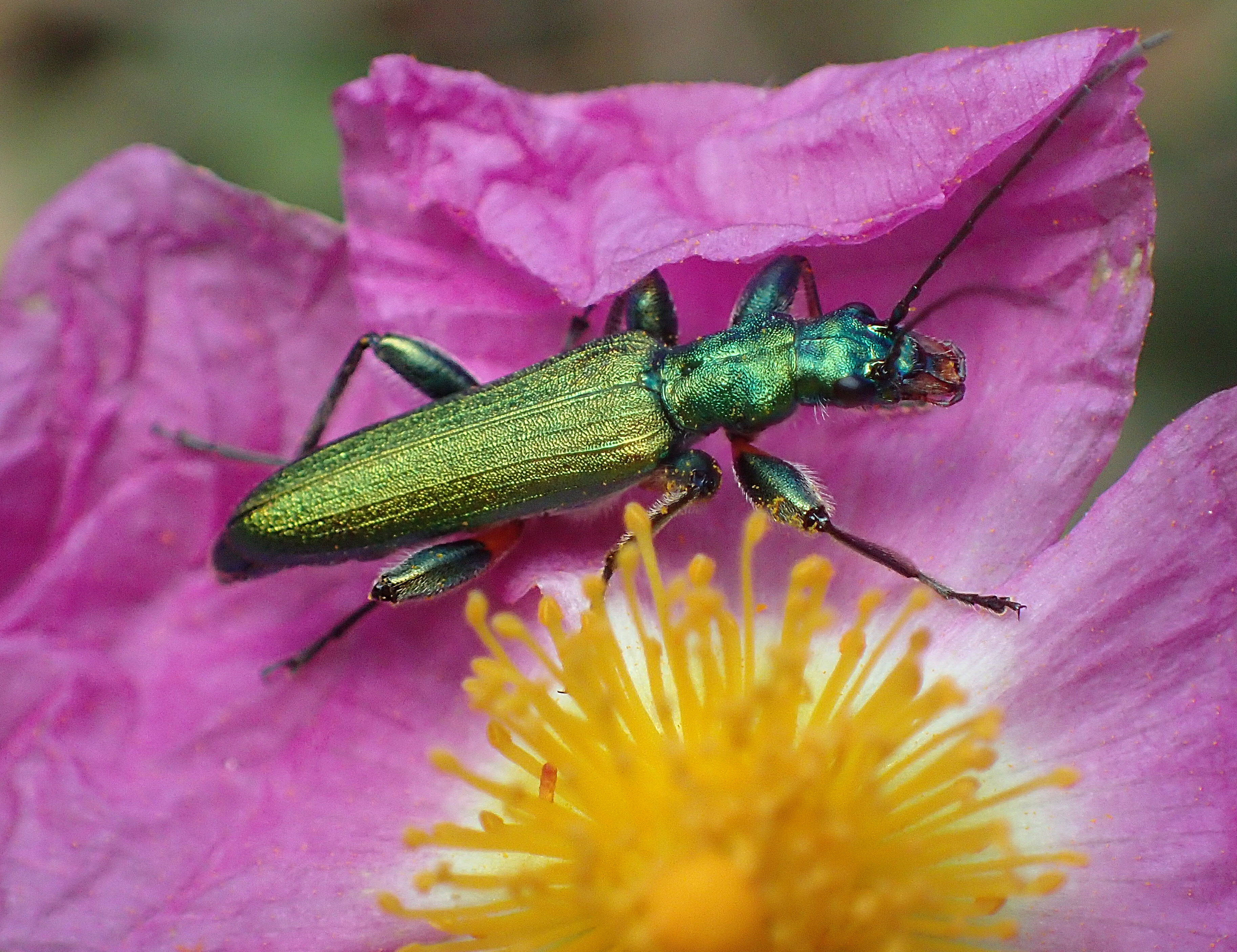
Chrysanthia varipes

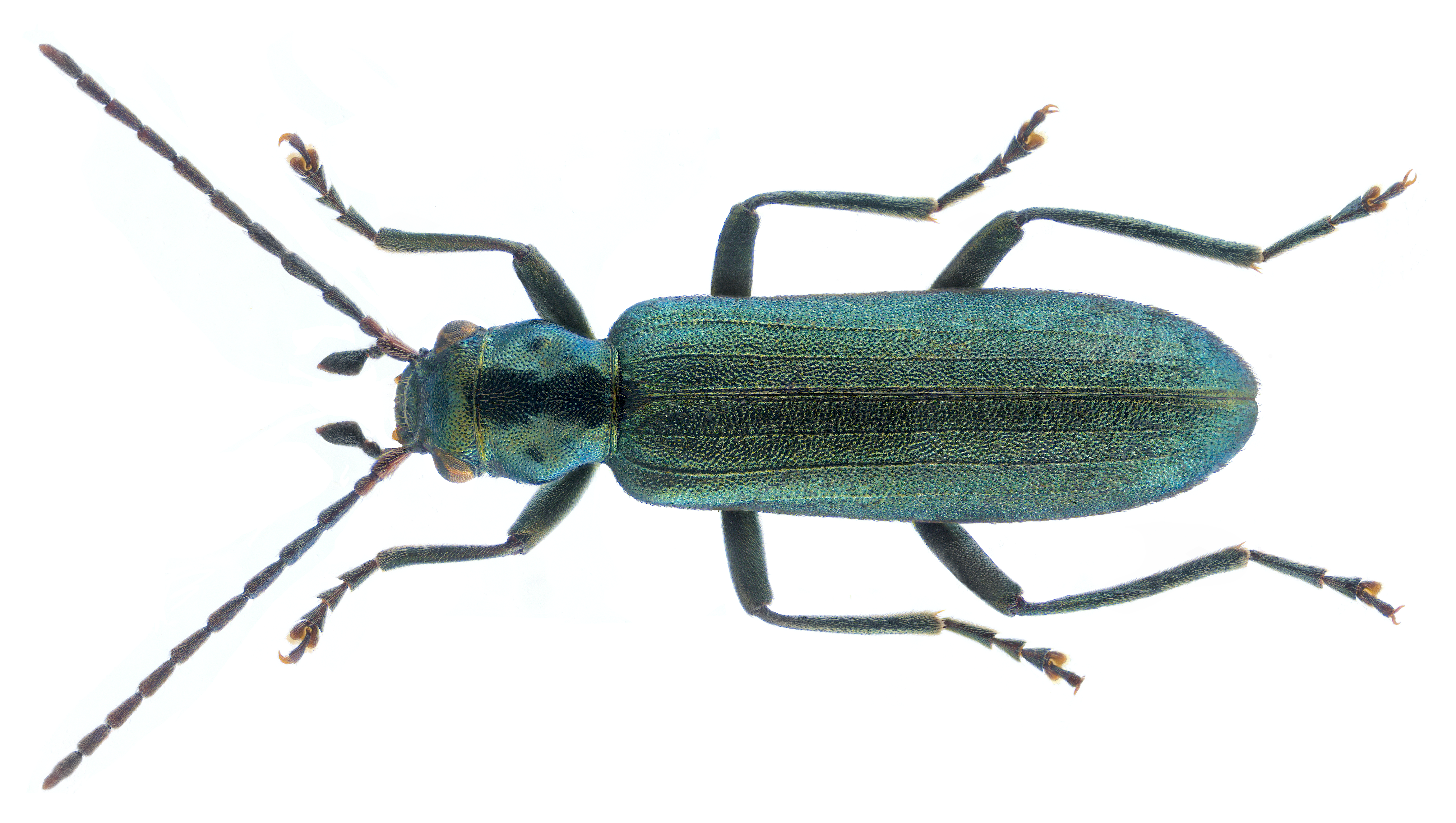
Ischnomera cyanea

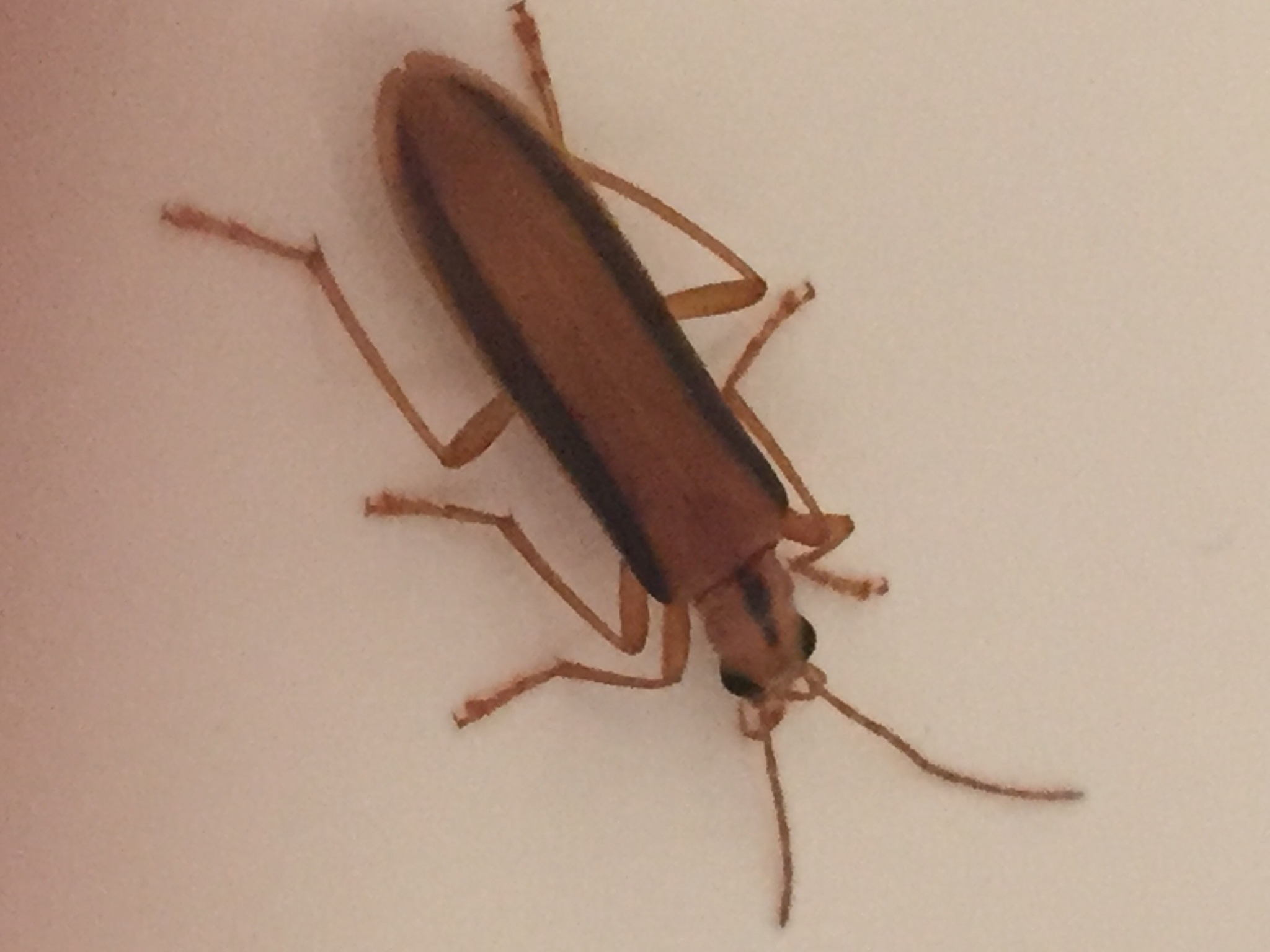
Thelyphassa lineata

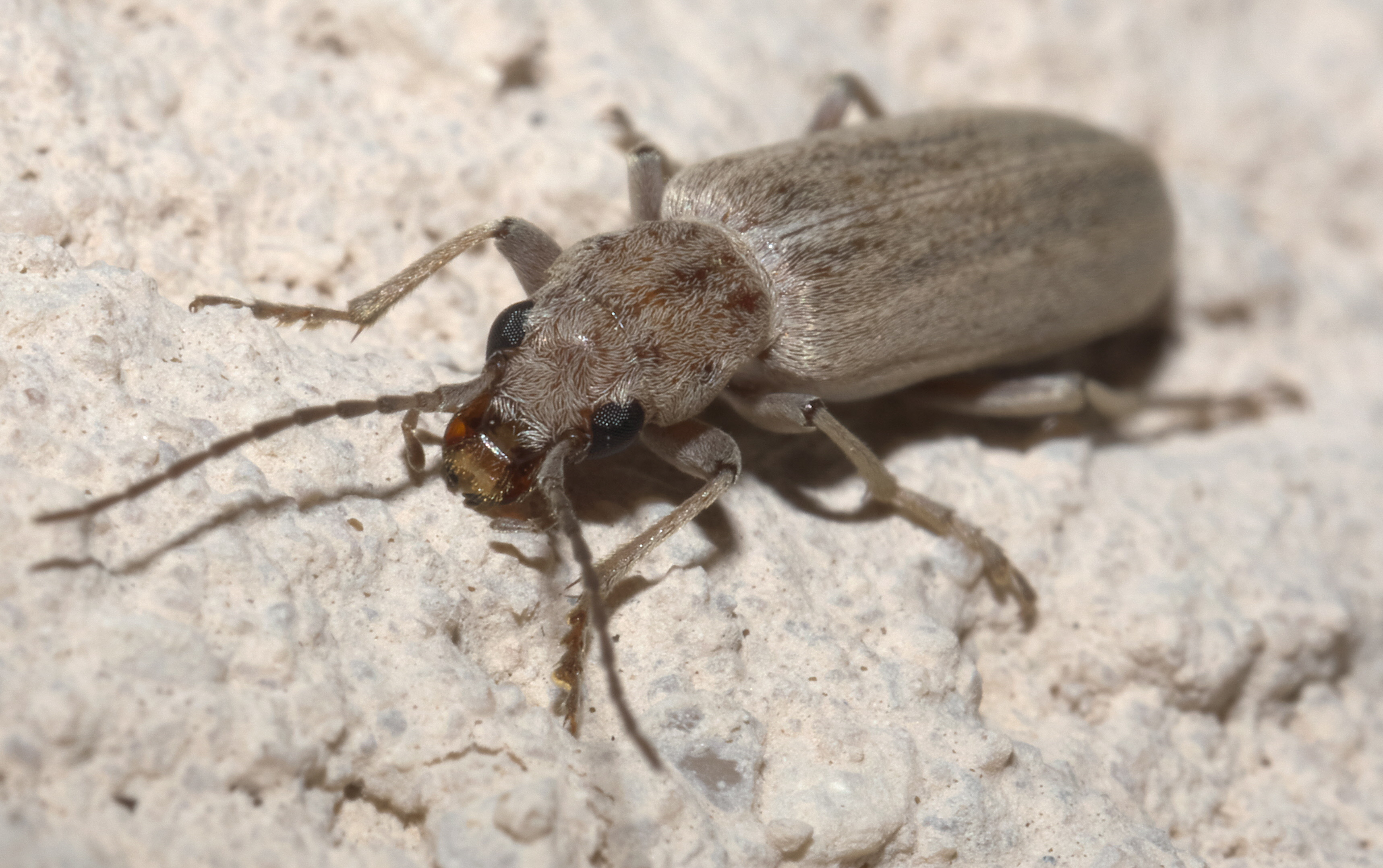
Oxacis pallida

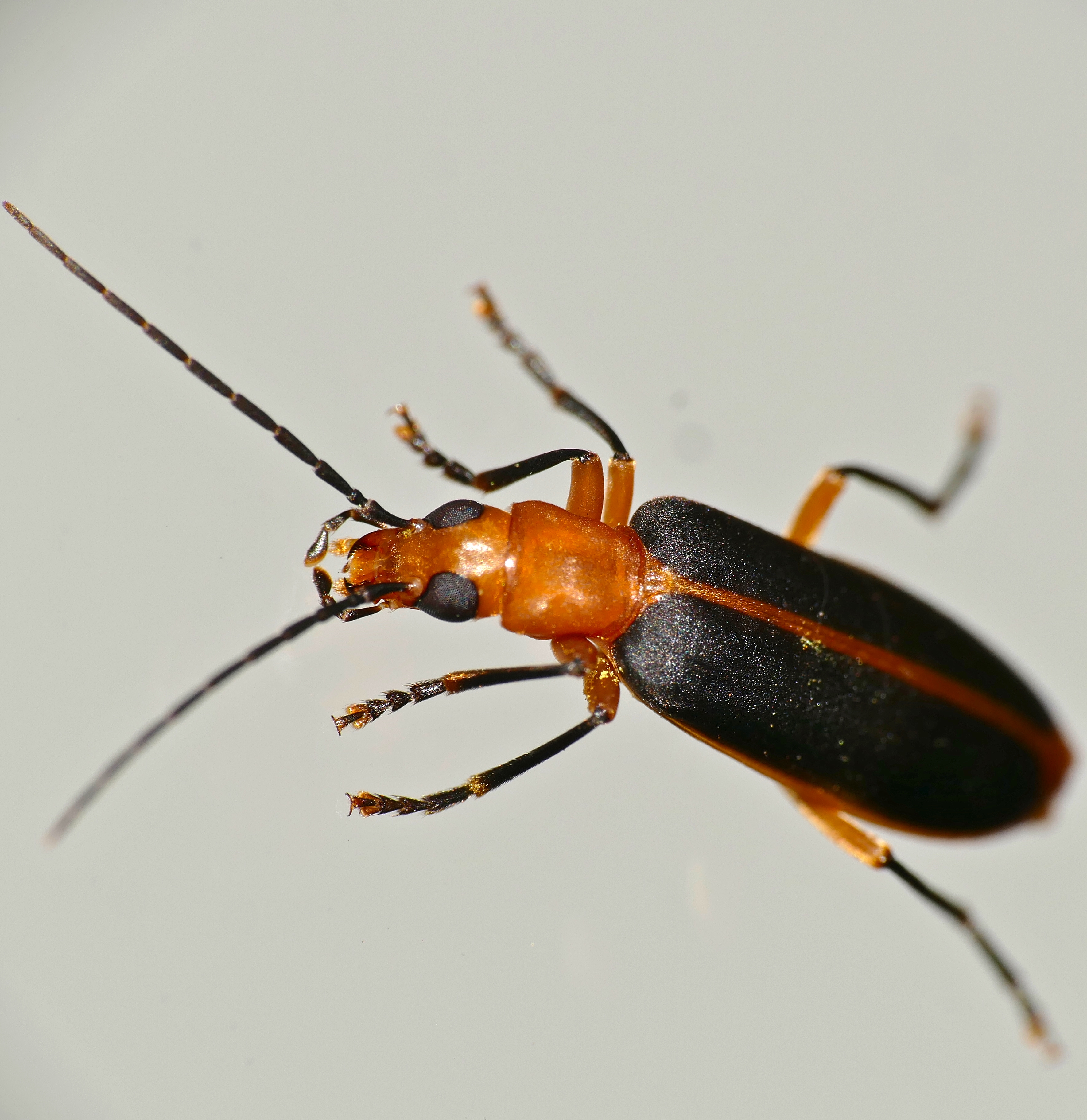
Ditylomorphus inconstans

Ze względu na pokarm i tryb życia można wśród zalęszczycowatych wyróżnić dwie grupy: saproksylofagi i saproherbifagi.
Większość gatunków należy do saproksylofagów i strategia ta jest pierwotna dla rodziny. Rozwijają się one w drewnie będącym już w różnym stopniu rozkładu. Wybierać mogą zarówno drewno roślin liściastych, jak i iglastych, a liczne gatunki są polifagiczne. Jaja umieszczane są przez samicę w szczelinach materiału lęgowego. Larwa początkowo żeruje w jego wierzchniej warstwie, stopniowo schodząc głębiej i tam się przepoczwarczając. Żerowisko ma postać owalnego w przekroju chodnika wypełnionego zbitą mączką z trocin i odchodów. Rozwój trwać może od roku do kilku lat, a zimować mogą różne stadia rozwojowe. Większość gatunków środkowoeuropejskich wybiera drewno silnie zawilgocone i przegrzybiałe, w tym okresowo zalewane wodą czy zalegające na wilgotnym dnie lasu.
Saproherbifagami są larwy z plemienia Oedemerini. Żerują one wewnątrz dolnych partii łodyg uschniętych roślin zielnych (np. chabrów, pałek, sadźców i starców) oraz w ich szyjach korzeniowych i tam się przepoczwarczają.
Imagines w obu przypadkach są pyłkożercami, odwiedzającymi kwiaty m.in. selerowatych i astrowatych. U gatunków endofitofagicznych pędzą one dzienny tryb życia, natomiast wśród gatunków saproksylicznych są takie o osobnikach dorosłych aktywnych o zmierzchu lub nocą i przylatujących do sztucznych źródeł światła. Imagines niektórych gatunków, np. z rodzaju Nacerdes bronią się za pomocą wydzieliny zawierającej kantarydynę. Substancja ta może w kontakcie z ludzką skórą prowadzić do jej podrażnień, a nawet wywoływać długotrwały stan zapalny.

## Rozprzestrzenienie i zagrożenie
Rodzina kosmopolityczna, znana ze wszystkich kontynentów oprócz Antarktydy, najliczniej reprezentowana w krainach: neotropikalnej i orientalnej. Kosmopolityczne jest również plemię Asclerini. Plemię Ditylini jest subkosmopolityczne; brak go tylko w krainie etiopskiej i Oceanii. Nie licząc kosmopolitycznego Necerdes melanura plemię Nacerdini ograniczone jest zasięgiem do czterech krain: palearktycznej, orientalnej, nearktycznej i neotropikalnej. Do tych samych czterech krain ograniczone są Calopodinae. Oedemerini występują tylko w krainach palearktycznej i orientalnej. Spośród dwóch rodzajów Polypriinae jeden jest endemiczny dla Australii, a drugi dla krainy neotropikalnej.
Daniel Kubisz na podstawie analizy zoogeograficznej zaliczył w 2005 roku polskie zalęszczycowate do 12 różnych elementów zasięgowych. W sumie w Polsce występują 22 gatunki z 9 rodzajów (zalęszczycowate Polski). Dwa kolejne gatunki, Ditylus laevis i Oedemera tristis, Czerwona lista zwierząt ginących i zagrożonych w Polsce traktuje jako, odpowiednio, wymarły i przypuszczalnie wymarły; wymarciem na terenie Polski zagrożona jest też Oedemera croceicollis – halofilowi temu zagraża zanik słonawisk związany z melioracją i rekultywacją. Ogólnie większość polskich zalęszczycowatych to gatunki rzadkie, znane z nielicznych stanowisk. Gatunkom saproksylicznym zagrażają gospodarka leśna i pielęgnacja zieleni – szczególnie narażone są tu rodzaje Anogcodes (wymaga rozkładających się drzew dużej średnicy) i Ischnomera (kariofagi wymagające próchnowisk). Z kolei zanik kseroterm zagraża Oedemera flavipes i Oedemera podagrariae.

## Taksonomia i ewolucja
Takson ten wprowadził Pierre-André Latreille w 1810 roku pod nazwą Oedemerites. Obejmuje ponad 1500 opisanych gatunków. Według pracy z 2011 roku autorstwa 11 koleopterologów jego podział systematyczny przedstawia się następująco:
- podrodzina: Polypriinae Lawrence, 2005
- podrodzina: Calopodinae Costa, 1852
- podrodzina: Oedemerinae Latreille, 1810
  - plemię: Asclerini Gistel, 1848
  - plemię: Ditylini Mulsant, 1858
  - plemię: Nacerdini Mulsant, 1858
  - plemię: Oedemerini Latreille, 1810
  - plemię: Stenostomatini Mulsant, 1858

Analiza filogenetyczna Davida Perisa z 2017 wskazuje że Polypriinae i Calopodinae są grupami siostrzanymi, tworzącymi razem klad bazalny względem Oedemerinae.
Zapis kopalny rodziny jest skąpy. Najstarszym znanym gatunkiem jest Darwinylus marcosi z późnego albu w kredzie, którego to inkluzję znaleziono w bursztynie z Hiszpanii i który to należy już do podrodziny Oedemerinae. Inne mezozoiczne skamieniałości zaliczone początkowo do tej rodziny zostały później wyłączone poza jej obręb (są to m.in. rodzaje Necromera, Glypta i Yanqingia). Niepewna jest przynależność do tej rodziny dwóch nieopisanych jeszcze okazów z cenomańskiego bursztynu birmańskiego. Więcej danych dostarczają skamieniałości kenozoiczne. Z eocenu znane są odciski rodzajów Eumecoleus i Paloedemera oraz inkluzja w bursztynie bałtyckim sklasyfikowana we współczesnym rodzaju zalęszczyca (Oedemera). Z oligocenu znany jest odcisk opisany jako Ditylus lienharti, ale jego przynależność do rodzaju Ditylus, jak i całej rodziny jest kwestionowana.

## Znaczenie
Większość gatunków odgrywa pożyteczną rolę, rozkładając drewno i próchno, przyspieszając tym samym obieg materii oraz wzbogacając gleby, szczególnie w lasach. Do nielicznych gatunków notowanych jako szkodniki należą Nacerdes melanura i pniakowiec piłkorożny. Ten pierwszy został rozwleczony przez człowieka po portach i przystaniach całego świata, gdzie opada częściowo zanurzone konstrukcje, jak np. pale cumownicze i falochrony. Ten drugi może przechodzić rozwój w niezabezpieczonym przed wilgocią i grzybami drewnie budowli leśnych, np. paśników i ambon.